# استندآپ کمدی

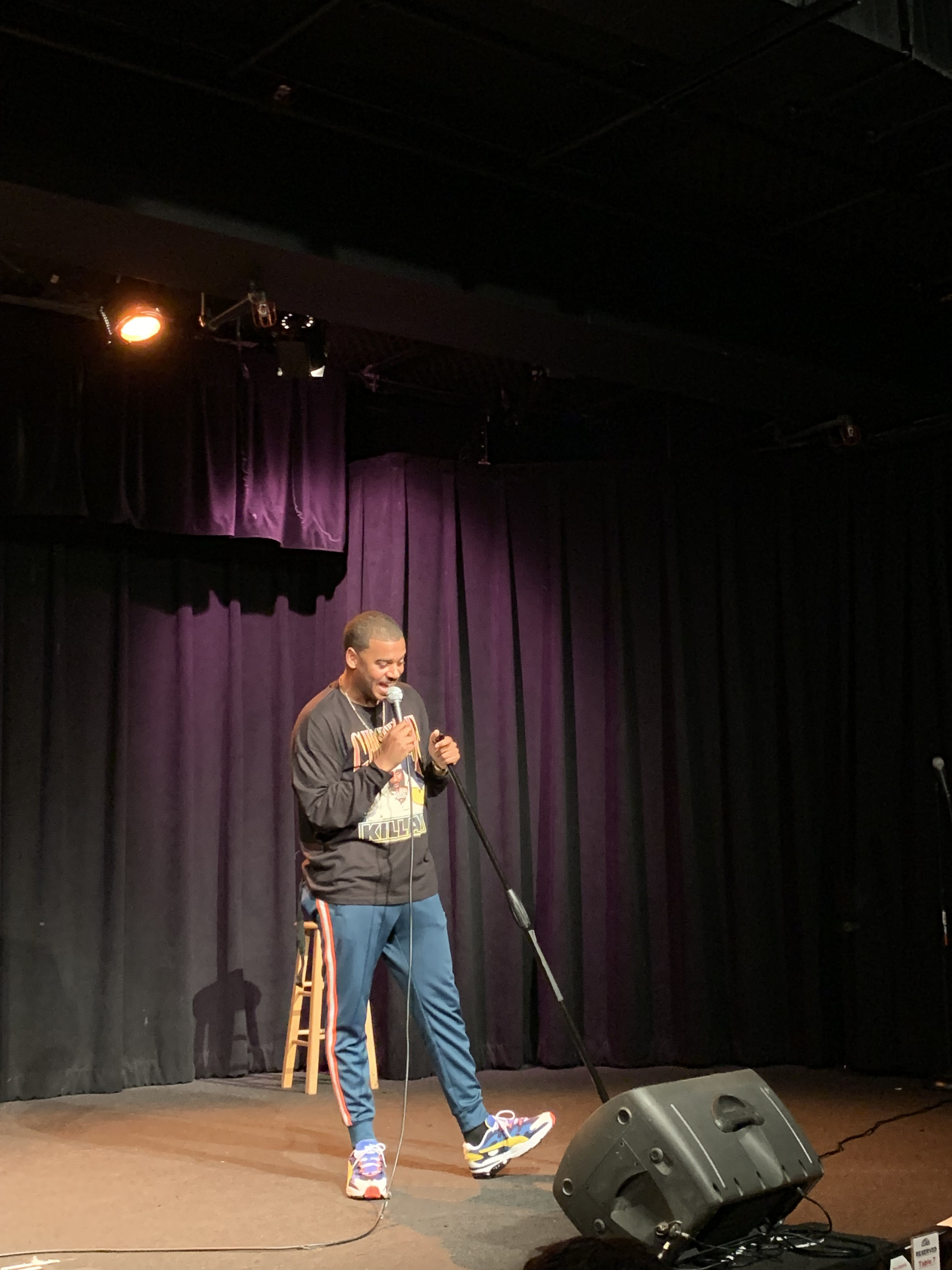
زک فاکس، سان فرانسیسکو، ۲۰۱۹، درحال اجرای یک نمایش طنز استند آپ کمدی

استندآپ کمدی (به انگلیسی: Stand-up comedy) یا شوخی‌پردازی روی صحنه گونه‌ای از کمدی است که در آن، اجراکننده بدون وجود دیوار چهارم و به‌صورت مستقیم با شنوندگان صحبت می‌کند. این کمدی معمولاً توسط یک نفر اجرا می‌شود. در این نمایش، کمدی‌گر با اجرای سریعی از داستان‌گویی، لطیفه و شوخی‌های کوتاه و گذرا و بداهه‌سازی‌هایی که جمع تماشاگران پذیرای آن‌ها باشند، به انتقال مضامین می‌پردازد. اجراکننده معمولاً سرنوشت مسائل و معضلاتی را که به‌طور بسیار مهم و جدی اجتماع کلی را درگیر خود ساخته به چالش می‌کشد، به این امید که باعث شگفتی و خندهٔ تماشاگران شود و مشکلات اجتماع را با لبخند تبدیل به آرامش کند.

## تاریخچه
این گونه ژانر از کمدی نخستین‌بار به شکل کارناوال‌های کوچک موزیکال میان سده‌های ۱۸ و ۱۹ در انگلستان به‌وجود آمد و پس از آن به روسیه و آمریکا رفت. از جمله هنرمندانی که اجرای استندآپ کمدی داشته‌اند می‌توان به جیم کری، مستر بین و رابین ویلیامز اشاره نمود.

## در کشورها

### ایران
از چهره‌های به‌نام استندآپ کمدی ایران می‌توان به محمد حسینی، محمود شهریاری، حمید ماهی صفت، رامبد جوان، مهران مدیری، حسن ریوندی، مهران غفوریان، امیرحسین قیاسی، ابوطالب حسینی، هانا ستوهی، نیما سهرابی، میثم درویشان پور، مجید افشاری، امیر کربلایی‌زاده، اسماعیل حیدری، امیرمهدی ژوله، حامد آهنگی و بابک نهرین اشاره کرد.

#### ایرانیان خارج از کشور
نسل جدید ایرانیان خارج از کشور نیز، با اجرای استندآپ کمدی به زبان انگلیسی، به چهره‌های شناخته‌شده‌ای تبدیل شده‌اند. از جملهٔ این افراد می‌توان از ماز جبرانی، شاپی خرسندی، مکس امینی و امید جلیلی یاد کرد.